# Gatto Filippo: Licenza d'incidere
Gatto Filippo: Licenza d'incidere è un film del 1966 diretto da Daniele D'Anza, per le sequenze filmate, e Pino Zac, per le sequenze animate.
Il film porta sullo schermo il personaggio di "Gatto Filippo", apparso sulle prime strisce a fumetti disegnate da Pino Zac per il quotidiano romano Paese Sera.

## Trama
Un gatto ed un topo, ossessionati dai rumori della città (suono dei clacson, stridio di ruote, rombare di motori, ecc.) si recano nello studio di uno psicanalista.
Sdraiati sul lettino si assopiscono e raccontano i loro pensieri. Le automobili diventano così mostri spaventosi, e sia il gatto che il topo si ritrovano ad essere tra gli ultimi pedoni perseguitati dal progresso moderno. Gli occhi dello psicanalista appaiono nella loro mente come giganteschi semafori, ed il loro ritmico giuoco di luci ricorda una canzonetta. E come in un album di ricordi, dove il professore veste i panni del narratore, gli incubi si mutano in canzoni.